# This Empty Place
This Empty Place je píseň nahraná roku 1963 americkou soulovou zpěvačkou Dionne Warwick.
Píseň byla vydaná jako singl s písní Wishin' and Hopin' (strana "B") a na jejím prvním albu Presenting Dionne Warwick u společnosti Scepter Records. Autorem hudby je Burt Bacharach a textařem Hal David. Byla umístěna jako první skladba alba na straně "A".
Coververze:
- Nana Mouskouri (1963) s francouzským textem a názvem La place vide[1]
- Ian and the Zodiacs (1964) se singlem So Much In Love With You[2]
- The Searchers (1964) na albu This Is Us[3]
- Larry's Rebels (1965) se singlem So Much In Love With You[4]
- The Fortunes (1965) se singlem You've Got Your Troubles[5]
- The Tangeers (1969) se singlem (He's) Not That Kind Of Guy[6]
- Cissy Houston (1970) se singlem I Just Don't Know What To Do With Myself[7]
- Stephanie Mills (1975) se singlem I See You For The First Time[8]